# Drosophila munda
Drosophila munda este o specie de muște din genul Drosophila, familia Drosophilidae, descrisă de Spencer în anul 1942. Conform Catalogue of Life specia Drosophila munda nu are subspecii cunoscute.